# Жецин
Жецин (пол. Rzecin) — село в Польщі, у гміні Вронки Шамотульського повіту Великопольського воєводства.
Населення — 249 осіб (2011).
У 1975-1998 роках село належало до Пільського воєводства.

## Демографія
Демографічна структура станом на 31 березня 2011 року:
|          | Загалом | Допрацездатний вік | Працездатний вік | Постпрацездатний вік |
| -------- | ------- | ------------------ | ---------------- | -------------------- |
| Чоловіки | 132     | 26                 | 97               | 9                    |
| Жінки    | 117     | 23                 | 74               | 20                   |
| Разом    | 249     | 49                 | 171              | 29                   |